# کارستن فیشر
کارستن فیشر (انگلیسی: Carsten Fischer؛ زادهٔ ۲۹ اوت ۱۹۶۱) بازیکن هاکی روی چمن اهل آلمان غربی بود.
وی در مسابقات کشوری و بین‌المللی در مجموع برندهٔ ۱ مدال طلا، ۲ مدال نقره شده‌است.